# Pfarrkirche Diex

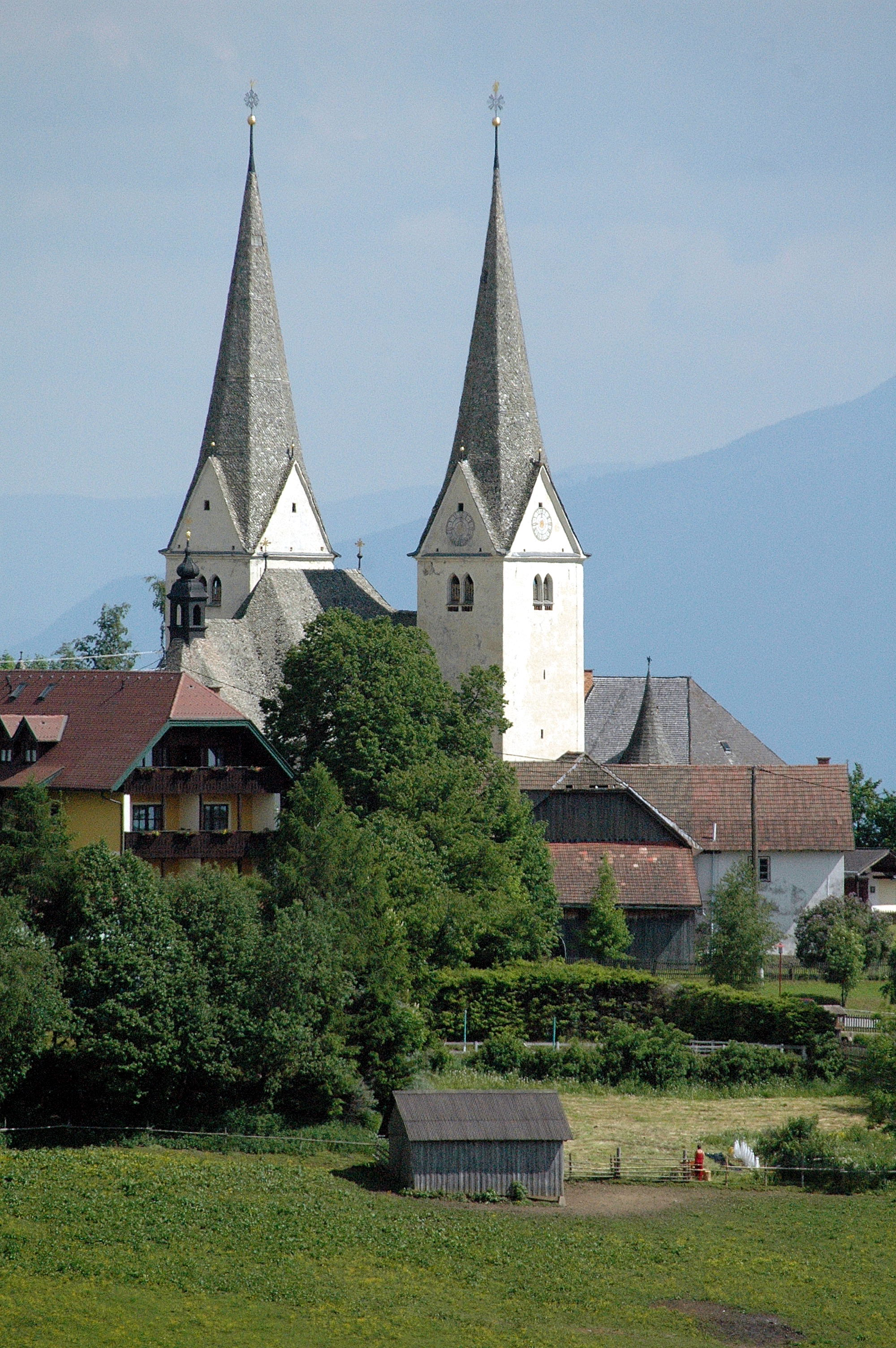
Kirche von Nordwesten

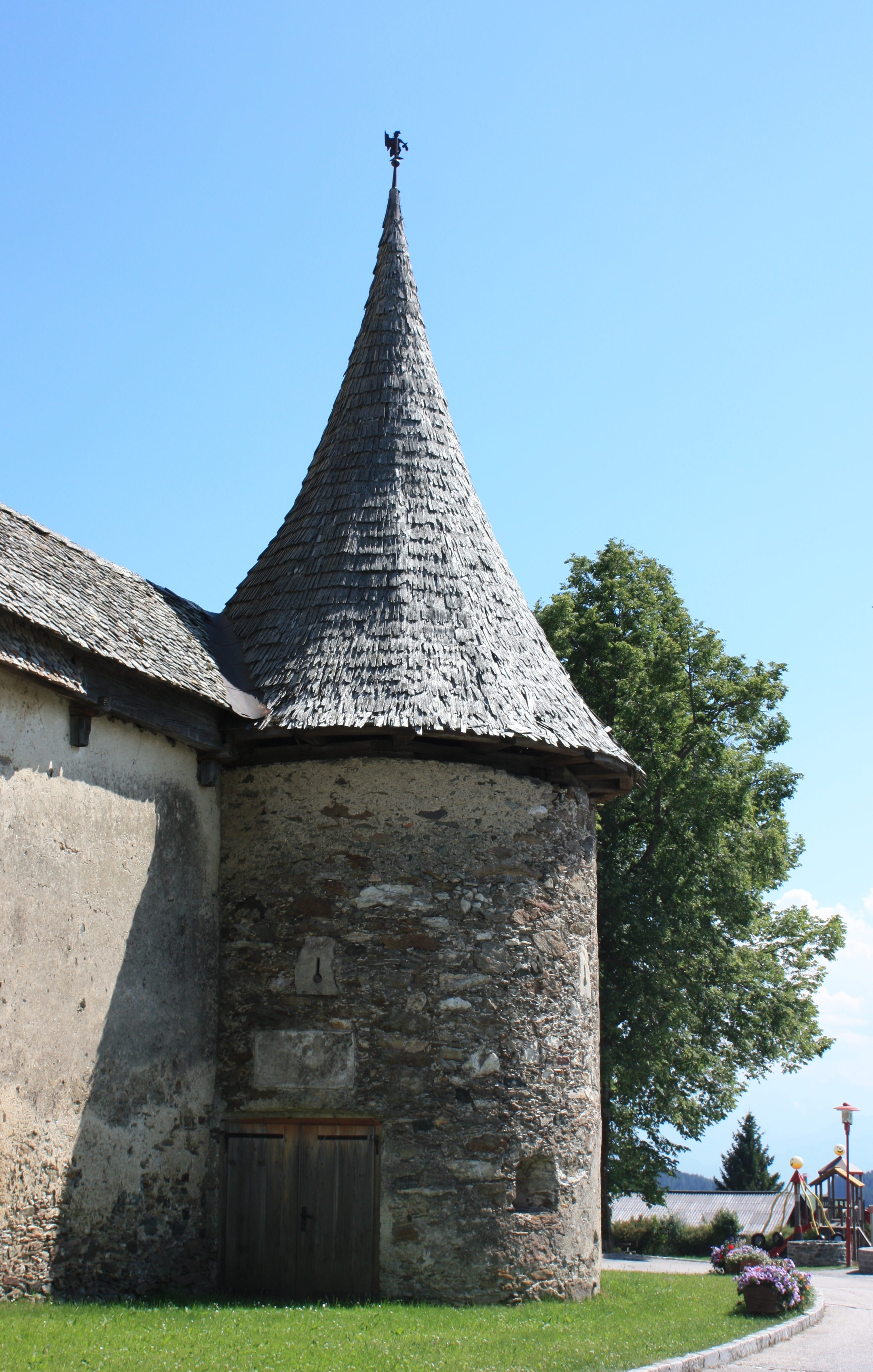
Rundturm

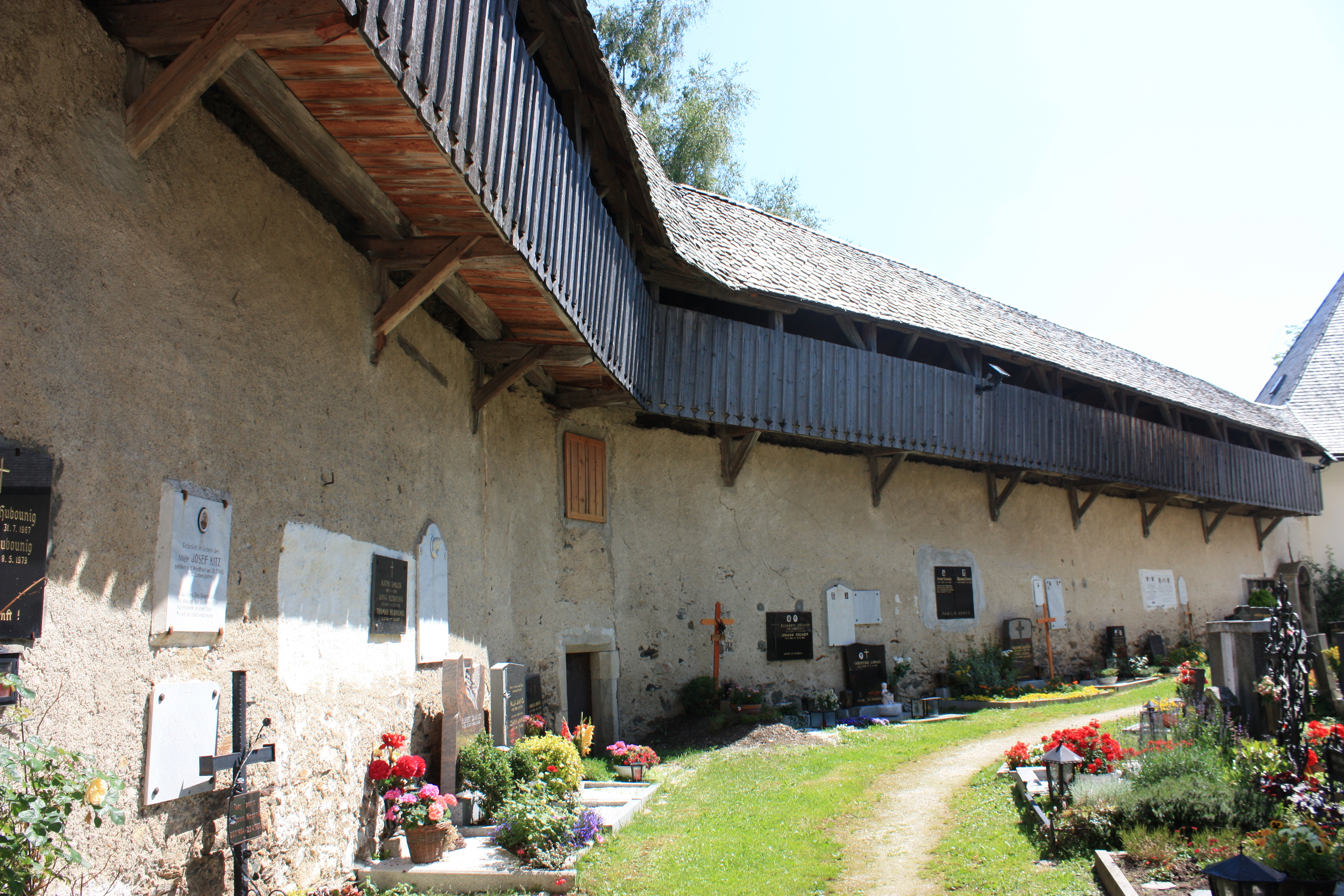
Wehrmauer und Wehrgang von Innen

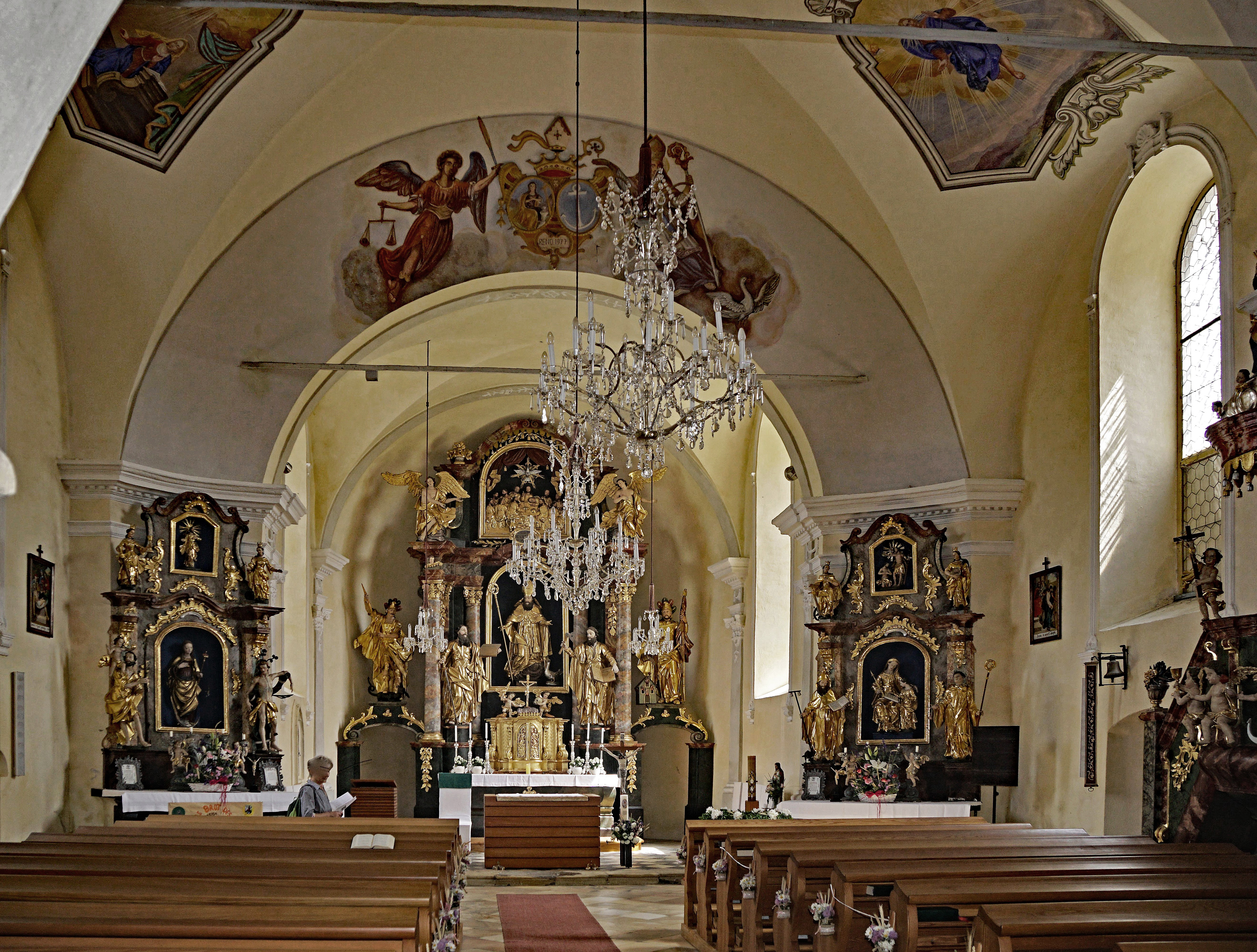
Innenansicht

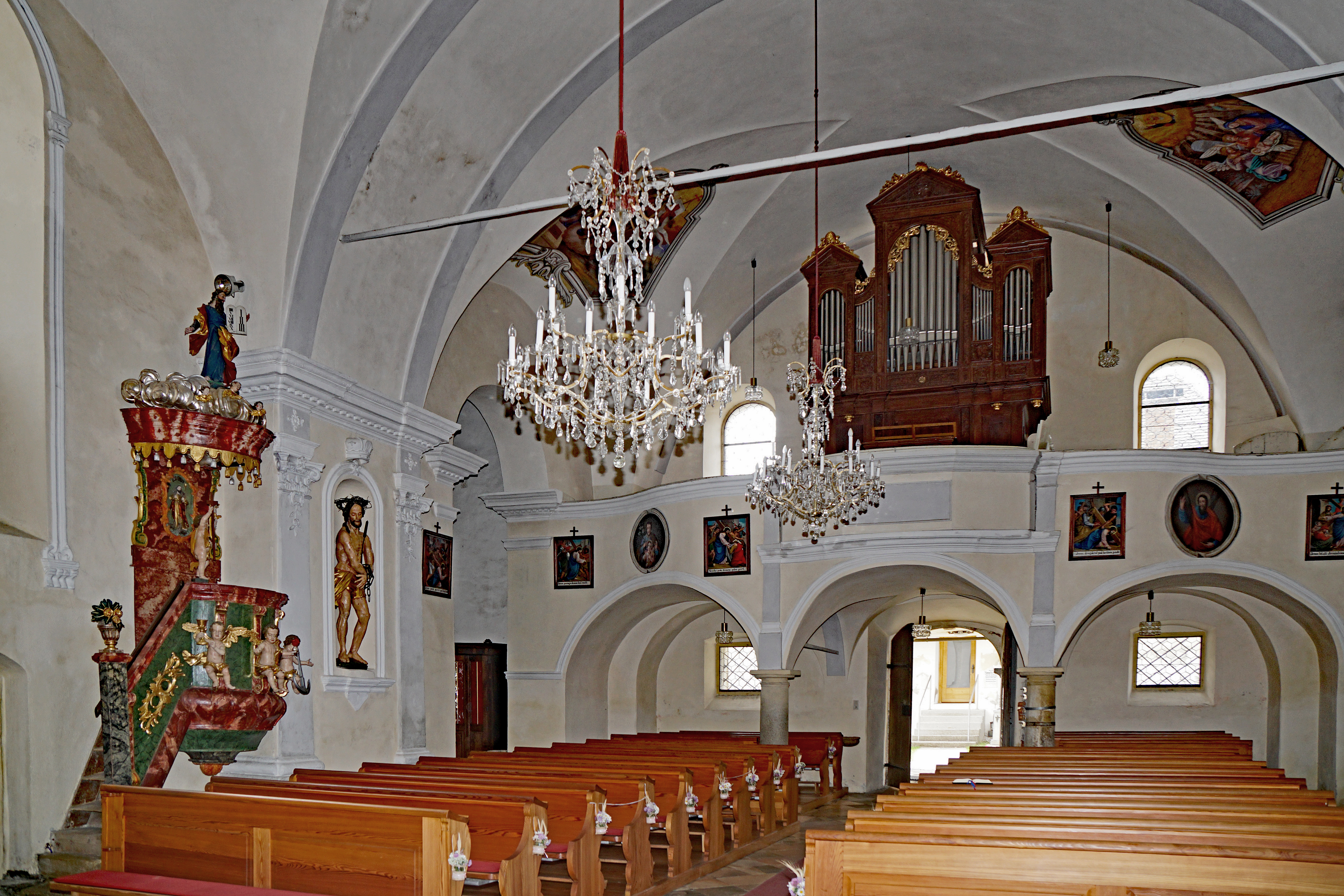
Innenansicht zur Orgelempore

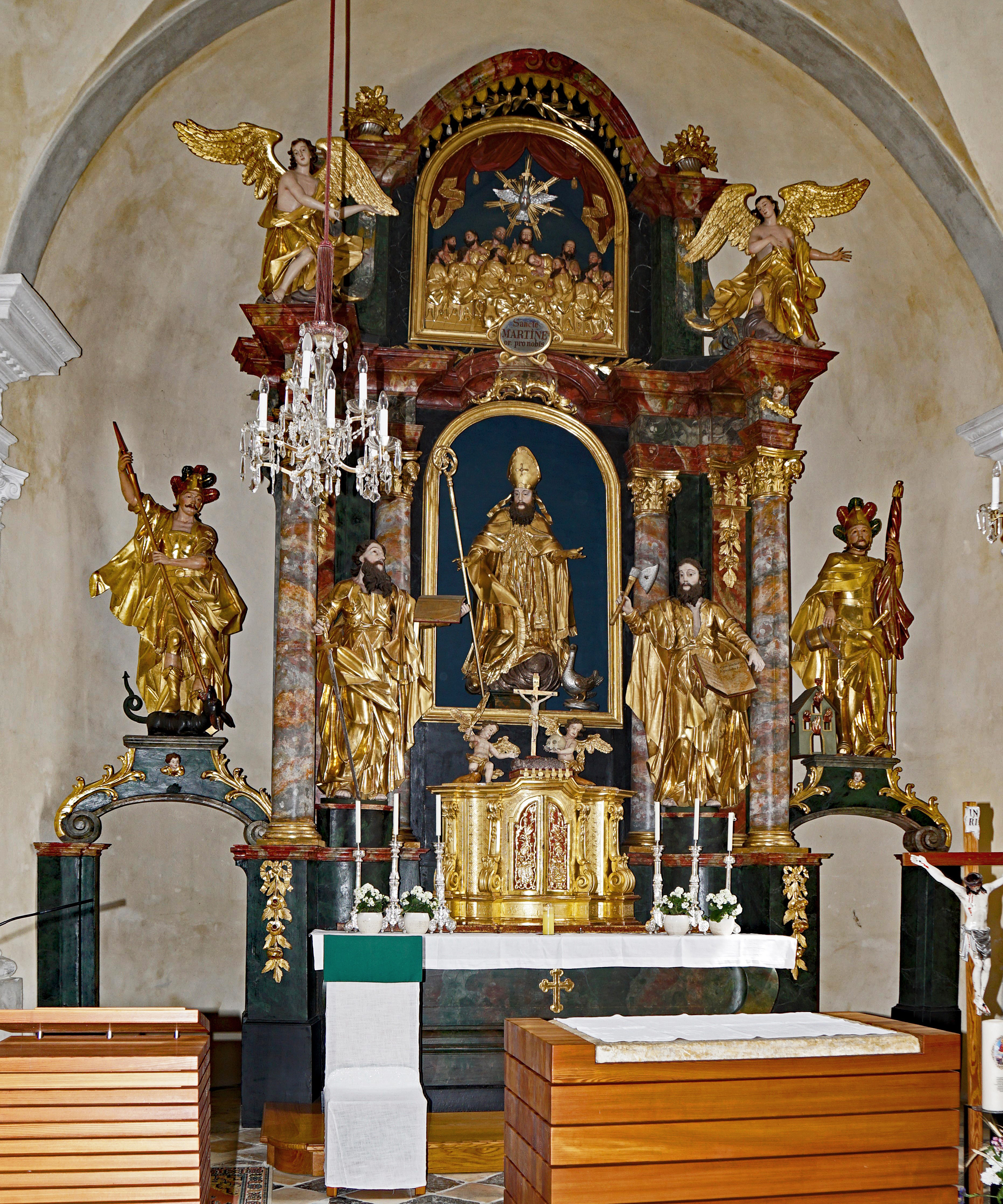
Hochaltar

Die Pfarrkirche Diex ist eine der besterhaltenen Wehrkirchen in Kärnten und steht im Ortszentrum von Diex am Südhang der Saualpe. Sie ist dem heiligen Martin geweiht.

## Geschichte
Die Kirche wurde 1326 erstmals in einem Gurker Urbar genannt, die Anfänge reichen jedoch bereits in die Zeit vor 1168 zurück. Sie war bis zur Erhebung zur Pfarrkirche 1379 Filialkirche der Pfarre Sankt Margarethen ob Töllerberg. Das Patrozinium heiliger Martin wurde 1387 erstmals erwähnt. Anfang des 14. Jahrhunderts wurde der Bau erweitert und ein dem heiligen Michael geweihter Karner gebaut. In der Zeit der Türkenbedrohung (1470 - 90) wurde auch die massive Wehranlage mit Wehrgang und mächtigen Ecktürmen errichtet. Aus der Zeit nach dem Türkeneinfall und der ungarischen Besatzung 1490 stammt vermutlich der gotische Chorbau. In der Barockzeit wurde die Ausrichtung der Kirche, durch einen quer an den Chor anschließenden Erweiterungsbau, von Osten auf Norden gedreht. In einer ersten Bauphase wurden um 1645 Langhaus und Westturm errichtet. Um 1778 folgten die Gestaltung der Südfassade und die Innenausstattung.

## Wehranlage
Die Kirche ist von einer frühneuzeitlichen etwa fünf Meter hohen Ringmauer mit einem unregelmäßigen sechseckigen Grundriss umschlossen. An den Knickstellen im Osten und Westen stehen 3/4 Rundtürme. In der Nordostecke der Wehranlage befindet sich ein trapezförmiger Torbau mit Schießscharten und Tonnengewölbe.
Über dem profilierten Portal an der Außenseite befindet sich eine um 1515 geschaffene spätgotische Kreuzigungsgruppe, auf der Innenseite ist ein Bauabschlussstein mit der Bezeichnung 1535 angebracht. Die Türe des Torbaues ist mit Schießscharten ausgestattet. Der hölzerne gedeckte Wehrgang mit Schildwand und Wurfspalte, der durch bewegliche Balken abdeckbar ist, ist noch gut erhalten. Im Süden schließt an der Wehrmauer der Pfarrhof an.

## Kirchenbau
Die mächtige barock erneuerte Doppelturmanlage basiert im Bereich der beiden Turmerdgeschoße noch auf einem romanischen Kern des 13. Jahrhunderts.
Aus dem späten 15. Jahrhundert stammt das Gewändeportal im Westturm, es ist mit Rund- und Birnstäben reich profiliert und besitzt einen geraden Sturz und eine Lunette. Der gotische, im Kern romanische Ostturm wird von Strebepfeilern gestützt. Am ursprünglichen Chorturm, der heute als Seitenkapelle verwendet wird, sind an der östlichen Außenwand noch Dienste und Gewölbeansätze vom ehemaligen Chorschluss zu erkennen. Im Kircheninneren sind an der Westwand der ehemalige spitzbogige Triumphbogen und an der Ostwand ein Gurtbogen vorhanden. Beide Türme besitzen spitzbogige, gekuppelte Schallfenster und sechseckige Pyramidendächer. Zwischen den Türmen wurde im vierten Viertel des 18. Jahrhunderts eine etwas vorgeschobene frühklassizistische Fassade im Zopfstil errichtet. Die zweigeschoßige Fassade mit einem die Mitte betonenden Volutengiebel, der vor einem Pultdach aufragt, wird von Pilastern, Fensterrahmungen und Nischen gegliedert. Die Fassadenwirkung wird durch das im 19. Jahrhundert erbaute Vordach auf dicken Pfeilern beeinträchtigt.
Der polygonale Barockchor ist niedriger als das Langhaus. In der kielbogigen Lichtnische der Chorschlusswand steht eine Valentinsstatuette. Der Chor wird von einem 1996 erneuerten dachreiterartigen Glockentürmchen bekrönt.
Die Tore des südlichen rundbogigen Portals mit Kämpfern sind eisenbeschlagen und mit Doppeladlern und IHS-Monogrammen verziert.
1993 wurde an der Südseite der Kirche ein frühbarockes Christophorus-Fresko freigelegt.
Alle Dächer sind mit Steinplattln gedeckt.
Das Langhaus wird von einer Tonne mit Stichkappen überwölbt und durch einen breiten Gurtbogen in zwei Joche unterteilt. An das Langhaus schließt ein eingezogener Chor mit Konche an. Die Innenwände sind durch Pilaster mit Rokoko-Ornamentik und zwei Nischen gegliedert.
Die dreiachsige, stark vorschwingende Südempore ist durch eine eisenbeschlagene Tür von außen begehbar.

## Einrichtung

### Hochaltar
Der Hochaltar aus dem 18. Jahrhundert beherbergt in der zentral leicht überhöhten Nische die Statue des heiligen Martin im Bischofsornat, die von je zwei raumgreifend versetzten Säulen umstanden wird. In den Säulen stehen die Statuen des heiligen Paulus mit dem Schwert und des heiligen Matthias mit der Axt, und über den Opfergangportalen als Schreinwächter Georg und Florian. Im Altaraufsatz sind innerhalb eines Bogenrahmens die etwas ältere Reliefwiedergabe des letzten Abendmahles und seitlich adorierende Engelsgestalten zu sehen.

### Kreuzaltar
Äußerst beachtenswert ist die eigenwillige und selten anzutreffende Gestaltung eines barocken Kreuzaltares in der östlichen Seitenkapelle. Über einer Allerseelenpredella steht in der Mittelachse die sinnbildliche Gestalt des Glaubens, überragt von der Heiliggeisttaube und der bekrönenden Gottvaterfigur, zu ihrer Rechten ein Kruzifixus, zu ihrer Linken der Baum der Erkenntnis mit einem Apfel, der von einer Frau mit Kind, wahrscheinlich Eva, gepflückt wird, während eine kniende Engelsgestalt auf das Kreuz verweist.
Die Rokokoaltäre aus dem 18. Jahrhundert wurden 1801–1805 vollständig erneuert.

### Linker Seitenaltar
Die zentrale Figur im linken Seitenaltar ist eine 1490–1500 gefertigte spätgotische Mondsichelmadonna. Sie wird von den Skulpturen des Heiligen Christophorus und Sebastian flankiert. Im Altaraufsatz steht in einer Nische eine Christusfigur und auf den Altarsäulen sieht man die heilige Barbara mit dem Turm und die heilige Apollonia mit der Zange.

### Rechter Seitenaltar
Die Figurengruppe in der Nische des rechten Seitenaltars zeigt die Erziehung der jungen Maria. Diese wird flankiert von den Statuen des heiligen Antonius mit dem Schwein und des heiligen Leonhard mit der Kette. In der Nische des Altaraufsatzes ist die Taufe Christi dargestellt. Daneben stehen die Heiligen Katharina mit dem Rad und Lucia mit den Augen.

### Kanzel
Die Kanzel stammt aus der Mitte des 18. Jahrhunderts. Auf dem Schalldeckel steht die Statue des Moses mit den Gesetzestafeln. Auf der Unterseite des Schalldeckels ist eine Heilig-Geist-Taube angebracht. An der Rückwand mit Rocaillekartusche ist ein Relief mit der Darstellung des Guten Hirten angebracht. Die drei am Kanzelkorb sitzenden Engel tragen die Symbole der Christlichen Tugenden: den Kelch für den Glauben, das flammende Herz für die Liebe und den Anker für die Hoffnung. Am Kanzelkorb steht ein Kruzifix tragender Engel.

### Sonstiges
In Nischen stehen Skulpturen einer schmerzhaften Maria und eines Schmerzensmannes aus der Mitte des 18. Jahrhunderts.
Ein Bild aus dem 17. Jahrhundert zeigt den heiligen Dominikus, der aus der Hand der gekrönten Maria den Rosenkranz empfängt. Die fünfzehn Rundbilder, die das Hauptbild umgeben, zeigen die Geheimnisse des Rosenkranzes. Die Beschriftung der Rundbilder ist wie die der Kreuzwegbilder von 1886 in slowenischer Sprache. Das becherförmige Taufbecken stammt aus der Mitte des 15. Jahrhunderts.